# Línea E1 (TUVISA)
La Línea E1 de TUVISA de Vitoria une el centro de la ciudad con El Cementerio El Salvador, en las afueras de Vitoria, en la zona sureste.

## Características
Esta línea especial une los miércoles, los sábados, los domingos y los festivos la zona centro con el Cementerio de El Salvador en las afueras de la ciudad.
La línea entró en funcionamiento a finales de octubre de 2009, como todas las demás líneas de TUVISA, cuándo el mapa de transporte urbano en la ciudad fue modificado completamente. 
La línea se basa en la antigua Línea 11 de Tuvisa que estuvo en servicio hasta octubre de 2009, siendo una de las líneas de autobús que han permanecido inalterables desde su puesta en marcha. En 2022, el plano de la línea es colocado en las paradas de Tuvisa donde estaciona (salvo en la parada del Cementerio donde sigue luciendo el plano de la antigua Línea 11); en otoño, es instalada una nueva parada en la confluencia de la calle Las Trianas y Heraclio Fournier a petición de los vecinos del barrio de Adurza. 
En 2024, un nuevo poste se coloca a la altura de la antigua parada de Zumaquera 61, donde antes del BEi confluían las líneas 2A y 10. Está parada pretende evitar que el autobús invada toda la rotonda de Esmaltaciones o recorra parte de la calle Venta de La Estrella cuando viene desde el Cementerio, para que pueda estacionar en la parada de Esmaltaciones que actualmente comparten la L10 y el BEi. 

### Frecuencias
| miércoles                          |
| 16:00                              |
| sábados                            |
| 16:00, 17:00                       |
| domingos y festivos                |
| 9:00 Desde el 01/06 hasta el 23/11 |
| 10:00, 11:00, 12:00, 16:00, 17:00  |

| miércoles                                       |
| 17:00                                           |
| sábados                                         |
| 16:40, 17:20, 18:00                             |
| domingos y festivos                             |
| 9:30 Desde el 01/06 hasta al 23/11              |
| 10:40, 11:30, 12:30, 13:15, 16:40, 17:20, 18:00 |

## Recorrido

### Recorrido de Ida
La línea comienza su recorrido en la Calle Prado, desde ahí se dirige por Plaza de la Virgen Blanca y Mateo Moraza hasta la Calle Olaguíbel. Entra en Paz y en la Calle Rioja, que le lleva a desembocar en la Calle Manuel Iradier. Tras pasar la vía férrea, gira a la izquierda a la Calle Heraclio Fournier. Accede a la carretera A-2130, ya fuera del núcleo urbano de Vitoria. Pasa junto a la localidad de Otazu. Poco antes de llegar a la carretera A-132, gira a la derecha y llega hasta el Cementerio de El Salvador.

### Recorrido de Vuelta
El recorrido comienza en la parada del Cementerio El Salvador. Desde aquí busca la A-2130, a la que accede girando a la izquierda. Pasa junto a la localidad de Otazu. Entra al núcleo urbano de Vitoria por la Calle Heraclio Fournier, entrando a la llamada rotonda de Esmaltaciones. Desde aquí coge el Paseo de la Zumaquera que le lleva hasta la calle Las Trianas, que a su vez le lleva hasta la Calle Los Herrán, dónde gira a la izquierda a la Calle Jesús Guridi. En este punto tras un giro a la izquierda y después a la derecha, entra a la calle Ortíz de Zárate y la Calle Florida, que le lleva hasta Ramón y Cajal y Luis Henitz. Tras girar a la derecha entra a la calle Magdalena y llega al punto inicial en la Calle Prado.

## Paradas
| KBHFa |

| HST |

| HST |

| HST |

| STRo |

| HST |

| HST |

| HST |

| KBHFe |

| KBHFa |

| HST |

| HST |

| HST |

| STRo |

| HST |

| HST |

| HST |

| KBHFe |

| KBHFa |

| HST |

| HST |

| HST |

| STRo |

| HST |

| HST |

| HST |

| KBHFe |

| KBHFa |

| HST |

| HST |

| HST |

| STRo |

| HST |

| HST |

| HST |

| KBHFe |

| KBHFa |

| HST |

| STRo |

| HST |

| HST |

| KBHFe |

| KBHFa |

| HST |

| STRo |

| HST |

| HST |

| KBHFe |

| KBHFa |

| HST |

| STRo |

| HST |

| HST |

| KBHFe |

| KBHFa |

| HST |

| STRo |

| HST |

| HST |

| KBHFe |